# Differentiaalrekening

De helling van de raaklijn is op het gemarkeerde punt gelijk aan de afgeleide van de functie.

In de analyse, een deelgebied van de wiskunde, is differentiaalrekening de studie van de verandering van een grootheid als gevolg van een (oneindig) kleine (infinitesimale) verandering van een of meer argumenten waarvan de grootheid afhankelijk is.
Het primaire object van studie in de differentiaalrekening is de afgeleide. Een nauw hieraan verwant begrip is de differentiaal. De afgeleide van een functie bij een gegeven inputwaarde beschrijft het gedrag van deze functie in de buurt van die inputwaarde. Voor een reëelwaardige functie van een enkele reële variabele is de afgeleide op een punt gelijk aan de helling van de raaklijn aan de grafiek van de functie op dat punt. De afgeleide van een functie op een punt bepaalt in het algemeen de beste lineaire benadering voor de functie op dat punt.
Het vinden van een afgeleide wordt differentiëren genoemd. De hoofdstelling van de integraalrekening stelt dat differentiëren het omgekeerde is van integreren.
Differentiatie kent toepassingen in bijna alle kwantitatieve disciplines. In de natuurkunde is de afgeleide van de verplaatsing van een bewegend lichaam met betrekking tot de tijd de snelheid van dit lichaam, en de afgeleide van de snelheid met betrekking tot tijd is de acceleratie. De tweede wet van Newton stelt dat de afgeleide van de impuls van een lichaam gelijk is aan de kracht, die op dit lichaam wordt uitgeoefend. De reactiesnelheid van een chemische reactie is een afgeleide. In de operationele research bepalen afgeleiden de efficiëntste manieren om materialen te transporteren en fabrieken te ontwerpen. Door de toepassing van speltheorie kan men met behulp van differentiaalrekening de beste strategie voor concurrerende bedrijven berekenen.
Afgeleiden worden vaak gebruikt om de maxima en minima van een functie te vinden. Vergelijkingen waarin afgeleiden zijn opgenomen worden differentiaalvergelijkingen genoemd. Differentiaalvergelijkingen zijn van fundamenteel belang in de natuurkunde. Afgeleiden en hun veralgemeningen komen voor in vele deelgebieden van de wiskunde, zoals de functietheorie, de functionaalanalyse, de differentiaalmeetkunde, de maattheorie en de abstracte algebra.

## Geschiedenis van de differentiaalrekening
Het concept van een afgeleide in de zin van een raaklijn is een heel oud idee, waarmee ook meetkundigen zoals Euclides (ca. 300 v.Chr.), Archimedes (ca. 287-212 v.Chr) en Apollonius van Perga (ca. 262-190 v.Chr.) uit het oude Griekenland al vertrouwd waren. Archimedes introduceerde ook het gebruik van infinitesimalen, hoewel deze hoofdzakelijk werden gebruikt in de studie van oppervlakten en volumes en niet in de studie van afgeleiden en raaklijnen.
Het gebruik van infinitesimalen om de mate van verandering te bestuderen vindt men al zo vroeg als 500 n.Chr. terug in de Indiase wiskunde, toen de astronoom en wiskundige Aryabhata (476-550) infinitesimalen gebruikte bij zijn studie naar de baan van de maan. Het gebruik van infinitesimalen om de mate van verandering te berekenen werd in belangrijke mate door Bhāskara II (1114-1185) ontwikkeld; er wordt inderdaad aangevoerd dat veel van de belangrijkste begrippen van de differentiaalrekening, zoals de "stelling van Rolle", terug kunnen worden gevonden in zijn werk.
De Perzische wiskundige Sharaf al-Din al-Toesi (1135-1213) was de eerste die de afgeleide van een kubieke veelterm ontdekte, een belangrijke mijlpaal in de differentiaalrekening; in zijn Treatise on Equations (verhandeling over vergelijkingen) ontwikkelde hij concepten die aan de differentiaalrekening gerelateerd waren, zoals de afgeleide functie en maxima en minima van krommen, dit om derdegraadsvergelijkingen, die geen positieve oplossingen hadden, op te kunnen lossen. Een vroege versie van de middelwaardestelling werd in zijn commentaar op Bhāskara II voor het eerst beschreven door Parameshvara (1370-1460), een lid van de Kerala school voor astronomie en wiskunde.
De moderne ontwikkeling van de analyse wordt gewoonlijk toegeschreven aan Isaac Newton (1643-1727) en Gottfried Leibniz (1646-1716), die onafhankelijk van Newton voorzag in een uniforme aanpak van differentiatie en afgeleiden.
Het sleutelinzicht dat Leibniz dit krediet opleverde was de zogenaamde hoofdstelling van de integraalrekening, die differentiatie en integratie met elkaar verbindt: deze hoofdstelling maakte de meeste hieraan voorafgaande methoden voor het berekenen van oppervlakten en volumes op slag overbodig. Deze methoden waren sinds de tijd van Ibn al-Haytham (Alhazen) in hoofdlijnen onveranderd gebleven. Voor hun ideeën over afgeleiden bouwden zowel Newton en Leibniz voort op belangrijk eerder werk door wiskundigen zoals Isaac Barrow (1630-1677), René Descartes (1596-1650), Christiaan Huygens (1629-1695), Blaise Pascal (1623-1662) en John Wallis (1616/03). In het bijzonder Isaac Barrow wordt vaak gecrediteerd met de vroege ontwikkeling van het "afgeleide" begrip. Niettemin blijven Newton en Leibniz de sleutelfiguren in de geschiedenis van de differentiaalrekening, niet in het minst omdat Newton de eerste was die de differentiaalrekening toepaste op de theoretische natuurkunde, terwijl Leibniz op systematische wijze een groot deel van de wiskundige notatie voor de differentiaalrekening ontwikkelde, die ook heden ten dage nog steeds in gebruik is.
Sinds de 17e eeuw hebben vele wiskundigen bijgedragen aan de theorie van differentiaalrekening. In de 19e eeuw werd de analyse op een vastere leest geschoeid door wiskundigen als Augustin Louis Cauchy (1789-1857), Bernhard Riemann (1826-1866), en Karl Weierstrass (1815-1897). Het was ook tijdens deze periode dat de differentiaalrekening naar de euclidische ruimte en het complexe vlak werd uitgebreid.

## Eenvoudige uitleg
Het principe van de differentiaalrekening laat zich het eenvoudigste uitleggen aan de hand van een voorbeeld:
De snelheid van een beweging is de weg die in een bepaalde tijd wordt afgelegd gedeeld door die tijd: wie in een uur honderd kilometer aflegt, rijdt honderd kilometer per uur... althans gemiddeld. Maar hoe komen wij nu de snelheid te weten als die varieert? Om de snelheid op één bepaald moment te weten te komen moet de afstand worden bepaald die in zeer korte tijd wordt afgelegd. Dat levert een breuk op met een heel kleine noemer en een heel kleine teller, waarbij de verhouding (het quotiënt) in de regel niet heel klein is. Wie 0,00028 meter in 0,00001 seconde aflegt, rijdt nog steeds 28 m/s (~100 km/u).
In de differentiaalrekening wordt vervolgens een limietovergang toegepast door het tijdinterval naar nul te laten naderen. In een experiment kan het tijdsinterval niet willekeurig klein worden gekozen: daar zijn technische grenzen aan. Wanneer de afgelegde weg echter als een wiskundige functie van de tijd wordt geschreven, dan is dat wel mogelijk: de afgeleide geeft het differentiaalquotiënt, in dit geval van tijd en afstand en kan eenduidig worden bepaald.

## Grafische weergave
Grafisch is het differentiaalquotiënt voor te stellen als de helling van een kromme in een bepaald punt. Meetkundig is die helling voor te stellen als de helling van een raaklijn – en een raaklijn is een lijn die denkbeeldig geconstrueerd kan worden door een lijn door twee punten op die kromme te trekken en de afstand tussen die twee punten tot nul te laten naderen.

## Toepassingen
Het belang van de differentiaalrekening is vooral dat natuurkundige verschijnselen waarbij natuurkundige grootheden continu variëren in onderlinge afhankelijkheid, dus bijna overal, zich laten beschrijven door differentiaalvergelijkingen. Een elementaire toepassing is het bepalen waar een wiskundige functie extreme waarden bereikt, want daar loopt de raaklijn horizontaal en is het differentiaalquotiënt dus nul. Van een functie met meer dan een onafhankelijke variabele kunnen ook zadelpunten worden bepaald.

## Differentiaaloperatoren
Voor scalaire en vectoriële functies zijn allerlei differentiaaloperatoren ontwikkeld: de del of nabla die, op een scalar toegepast, een gradiënt oplevert en op een vector toegepast, een rotatie of een divergentie kan zijn. Dit soort geavanceerde differentiaaloperatoren spelen een enorme rol in de mechanica, elektromagnetisme en stromingsleer. Voorts zijn er de laplace-operator, de hessiaan en de jacobi-matrix.

## Infinitesimaalrekening
Integraalrekening en differentiaalrekening worden samen wel omschreven als infinitesimaalrekening, een onderdeel van de 'hogere wiskunde'.